# デイトナ500
デイトナ500 (Daytona 500) はNASCARカップシリーズの開幕戦。愛称は"グレート・アメリカン・レース"もしくは"ストックカーレースのスーパーボウル"。開催は2月のワシントン誕生日前日の日曜日。

## 概要

会場となるデイトナ・インターナショナル・スピードウェイのレイアウト

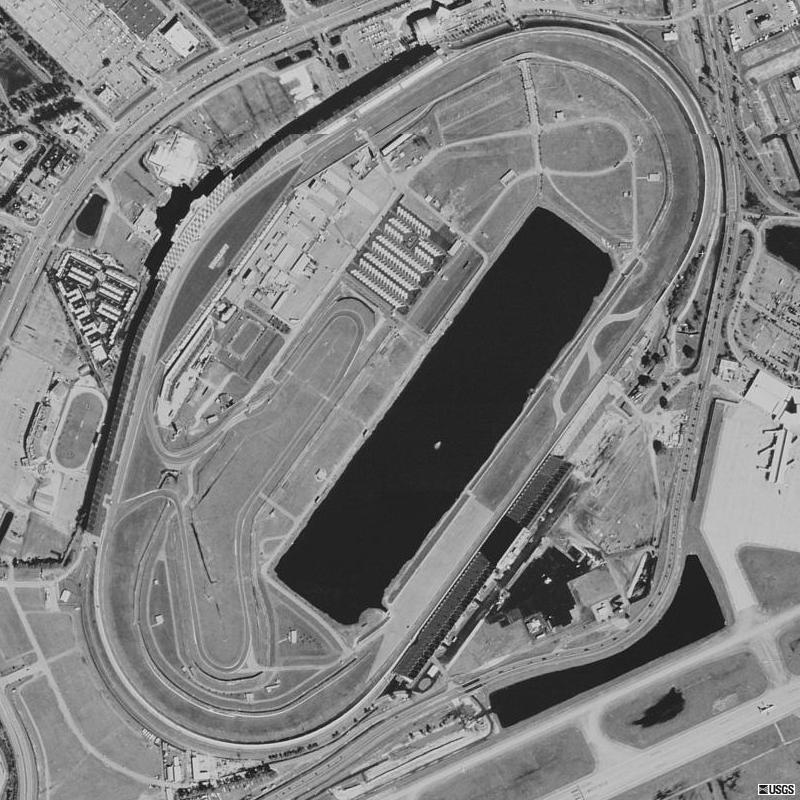
Aerial view of Daytona International Speedway

1959年にスタートしたこのレースはデイトナで開催される。このコースを200周（1周：2.5mile = 4.023km）500マイル（804.672km）で争われる。2008年で50周年を迎える伝統のレースである。優勝者にはハーレー・J・アール・トロフィーが授与される。2012の大会では日曜日が大雨のため史上初めて月曜日に開催された。
1979年に初めてテレビ中継がCBSで放映。2001年からはFOXとNBCが持ち回りで放映、2007年からはシーズン前半の放映権をもつFOXが独占放映している。
他のスポーツのオフシーズン中ということもあり、非常に多くの人々が観戦する国民的イベントである。2017年のデイトナ500は平均して1200万人、最大で2300万人が視聴したという。これは同年インディ500の平均120万人、最大560万人を遥かに凌ぐ数字である。

### 予選システム
インディカー・シリーズのインディ500同様、歴史あるレースだけに予選のシステムは独特となっている。
1. クアーズ・ライト・ポール　（グリッド 1 - 2）
  - 直前に行われるスプリント・アンリミテッド後に行われる予選、上位2名がグリッド確定。
2. カンナム・デュエル　（グリッド 3 - 32）
  - 出場選手の（ほぼ）予選順位奇数組と偶数組に分かれて2回で行われる150マイル（60周）レース。バド・ポールで1位2位を獲得した選手がポールシッターを務める。それぞれポールシッターを除く上位15名（合計30名）が決勝進出。2012年までは「ゲータレード・デュエル」、2013年から2015年までは「バドワイザー・デュエル」と呼ばれていた。
3. 予選成績　（グリッド 33 - 36）
  - まだ決勝に進出決定していない選手の中で、予選速度上位4名が決勝進出。
4. オーナーポイントシステム　（グリッド 37 - 43）
  - 前年の「オーナー」実績をポイント化して、まだ決勝に進出していない上位6もしくは7チームはオーナーポイントシステムで出場が確定される。あくまでも「オーナー」に権利があるので、移籍で新チームに移ると当然このポイントは適用されず、その空いたシートに新人が来るとオーナーポイントでの出場が可能になる。
5. チャンピオンズ・プロビジョナル　（グリッド 37 - 43）
  - 歴代チャンピオンの中で新しい順に行使できる出場権。使用されなかった場合、オーナーポイントシステムでもう1名（合計7名）の出場が可能になる。

オーナーポイントシステムとチャンピオンズ・プロビジョナルで出場確定の選手は予選成績順でグリッド確定。
こうして全43台のグリッドが決まり、全米人気ナンバーワンモータースポーツ内の人気ナンバーワンレースであり、全36戦という長いカップシリーズの開幕戦であるデイトナ500の決勝が開始される。

## 歴代優勝者
| 年     | 決勝日        | 優勝者                             | チーム                                  | 車体・エンジン | No.                | グリッド   | 優勝賞金 (USD)  | レース距離 | レース距離      | レース時間 | 平均時速 (mph) |
| 年     | 決勝日        | 優勝者                             | チーム                                  | 車体・エンジン | No.                | グリッド   | 優勝賞金 (USD)  | 周回数     | マイル (km)     | レース時間 | 平均時速 (mph) |
| ------ | ------------- | ---------------------------------- | --------------------------------------- | -------------- | ------------------ | ---------- | --------------- | ---------- | --------------- | ---------- | -------------- |
| 1959年 | 2月22日       | リー・ペティ                       | ペティ・エンタープライズ                | オールズモビル | 42                 | 15th       | $19,050         | 200        | 500 (805)       | 3:41:22    | 135.521        |
| 1960   | 2月24日       | ジュニア・ジョンソン               | John Masoni                             | シボレー       | 27                 | 9th        | $19,600         | 200        | 500 (805)       | 4:00:30    | 124.74         |
| 1961   | 2月26日       | マーヴィン・パンチ                 | スモーキー・ユニック                    | ポンティアック | 20                 | 4th        | $21,050         | 200        | 500 (805)       | 3:20:32    | 149.601        |
| 1962年 | 2月18日       | ファイヤーボール・ロバーツ         | Jim Stephens                            | ポンティアック | 22                 | Pole       | $24,190         | 200        | 500 (805)       | 3:10:41    | 152.529        |
| 1963年 | 2月24日       | タイニー・ルンド                   | ウッド・ブラザーズ・レーシング          | フォード       | 21                 | 12th       | $24,550         | 200        | 500 (805)       | 3:17:56    | 151.566        |
| 1964年 | 2月23日       | リチャード・ペティ                 | ペティ・エンタープライズ(2)             | プリムス       | 43                 | 2nd        | $33,300         | 200        | 500 (805)       | 3:14:23    | 154.334        |
| 1965年 | 2月14日       | フレッド・ローレンツェン           | ホールマン・ムーディ                    | フォード       | 28                 | 4th        | $27,100         | 133*       | 332.5 (535)     | 2:22:56    | 141.539        |
| 1966年 | 2月27日       | リチャード・ペティ(2)              | ペティ・エンタープライズ(3)             | プリムス       | 43                 | Pole       | $28,150         | 198*       | 495 (797)       | 3:04:54    | 160.927        |
| 1967年 | 2月26日       | マリオ・アンドレッティ             | ホールマン・ムーディ(2)                 | フォード       | 11                 | 12th       | $48,900         | 200        | 500 (805)       | 3:24:11    | 146.926        |
| 1968年 | 2月25日       | ケイル・ヤーボロー                 | ウッド・ブラザーズ・レーシング(2)       | マーキュリー   | 21                 | Pole       | $47,250         | 200        | 500 (805)       | 3:23:44    | 143.251        |
| 1969年 | 2月23日       | リーロイ・ヤーボロー               | ジュニア・ジョンソン&アソシエイツ       | フォード       | 98                 | 19th       | $38,950         | 200        | 500 (805)       | 3:09:56    | 157.95         |
| 1970年 | 2月22日       | ピート・ハミルトン                 | ペティ・エンタープライズ(4)             | プリムス       | 40                 | 9th        | $44,850         | 200        | 500 (805)       | 3:20:32    | 149.601        |
| 1971年 | 2月14日       | リチャード・ペティ(3)              | ペティ・エンタープライズ(5)             | プリムス       | 43                 | 5th        | $45,450         | 200        | 500 (805)       | 3:27:40    | 144.462        |
| 1972年 | 2月20日       | A.J.フォイト                       | ウッド・ブラザーズ・レーシング(3)       | マーキュリー   | 21                 | 2nd        | $44,600         | 200        | 500 (805)       | 3:05:42    | 161.55         |
| 1973年 | 2月18日       | リチャード・ペティ(4)              | ペティ・エンタープライズ(6)             | ダッジ         | 43                 | 7th        | $36,100         | 200        | 500 (805)       | 3:10:50    | 157.205        |
| 1974年 | 2月17日       | リチャード・ペティ(5)              | ペティ・エンタープライズ(7)             | ダッジ         | 43                 | 2nd        | $39,650         | 180*       | 450 (724)       | 3:11:38    | 140.894        |
| 1975年 | 2月16日       | ベニー・パーソンズ                 | L.G. DeWitt                             | シボレー       | 72                 | 32nd       | $43,905         | 200        | 500 (805)       | 3:15:15    | 153.649        |
| 1976年 | 2月15日       | デビッド・ピアソン                 | ウッド・ブラザーズ・レーシング(4)       | マーキュリー   | 21                 | 7th        | $46,800         | 200        | 500 (805)       | 3:17:08    | 152.181        |
| 1977年 | 2月20日       | ケイル・ヤーボロー(2)              | ジュニア・ジョンソン&アソシエイツ(2)    | シボレー       | 11                 | 4th        | $63,700         | 200        | 500 (805)       | 3:15:48    | 153.218        |
| 1978年 | 2月19日       | ボビー・アリソン                   | Bud Moore Engineering                   | フォード       | 15                 | 33rd       | $56,300         | 200        | 500 (805)       | 3:07:49    | 159.73         |
| 1979年 | 2月18日       | リチャード・ペティ(6)              | ペティ・エンタープライズ(8)             | オールズモビル | 43                 | 13th       | $73,900         | 200        | 500 (805)       | 3:28:22    | 143.977        |
| 1980年 | 2月17日       | バディ・ベイカー                   | Ranier-Lundy                            | オールズモビル | 28                 | Pole       | $102,175        | 200        | 500 (805)       | 2:48:55    | 177.602‡       |
| 1981年 | 2月15日       | リチャード・ペティ(7)              | ペティ・エンタープライズ(9)             | ビュイック     | 43                 | 8th        | $90,575         | 200        | 500 (805)       | 2:56:50    | 169.651        |
| 1982年 | 2月14日       | ボビー・アリソン(2)                | DiGard Motorsports                      | ビュイック     | 88                 | 7th        | $120,360        | 200        | 500 (805)       | 3:14:49    | 153.991        |
| 1983年 | 2月20日       | ケイル・ヤーボロー(3)              | Ranier-Lundy (2)                        | ポンティアック | 28                 | 8th        | $119,600        | 200        | 500 (805)       | 3:12:20    | 155.979        |
| 1984年 | 2月19日       | ケイル・ヤーボロー(4)              | Ranier-Lundy (3)                        | シボレー       | 28                 | Pole       | $160,300        | 200        | 500 (805)       | 3:18:41    | 150.994        |
| 1985年 | 2月17日       | ビル・エリオット                   | Melling Racing                          | フォード       | 9                  | Pole       | $185,500        | 200        | 500 (805)       | 2:54:09    | 172.265        |
| 1986年 | 2月16日       | ジェフ・ボダイン                   | ヘンドリック・モータースポーツ          | シボレー       | 5                  | 2nd        | $192,715        | 200        | 500 (805)       | 3:22:32    | 148.124        |
| 1987年 | 2月15日       | ビル・エリオット(2)                | Melling Racing (2)                      | フォード       | 9                  | Pole       | $204,150        | 200        | 500 (805)       | 2:50:12    | 176.263        |
| 1988年 | 2月14日       | ボビー・アリソン(3)                | Stavola Brothers Racing                 | ビュイック     | 12                 | 3rd        | $202,940        | 200        | 500 (805)       | 3:38:08    | 137.531        |
| 1989年 | 2月19日       | ダレル・ウォルトリップ             | ヘンドリック・モータースポーツ(2)       | シボレー       | 17                 | 2nd        | $184,900        | 200        | 500 (805)       | 3:22:04    | 148.466        |
| 1990年 | 2月18日       | デリック・コープ                   | ウィットコム・レーシング                | シボレー       | 10                 | 12th       | $188,150        | 200        | 500 (805)       | 3:00:59    | 165.761        |
| 1991年 | 2月17日       | アーニー・アーヴァン               | モーガン＝マクルア・モータースポーツ    | シボレー       | 4                  | 2nd        | $233,000        | 200        | 500 (805)       | 3:22:30    | 148.148        |
| 1992年 | 2月16日       | デイビー・アリソン                 | ロバート・イェーツ・レーシング          | フォード       | 28                 | 6th        | $244,050        | 200        | 500 (805)       | 3:07:12    | 160.256        |
| 1993年 | 2月14日       | デイル・ジャレット                 | ジョー・ギブス・レーシング              | シボレー       | 18                 | 2nd        | $238,200        | 200        | 500 (805)       | 3:13:35    | 154.972        |
| 1994年 | 2月20日       | スターリング・マーリン             | モーガン＝マクルア・モータースポーツ(2) | シボレー       | 4                  | 4th        | $258,275        | 200        | 500 (805)       | 3:11:10    | 156.931        |
| 1995年 | 2月19日       | スターリング・マーリン(2)          | モーガン＝マクルア・モータースポーツ(3) | シボレー       | 4                  | 3rd        | $300,460        | 200        | 500 (805)       | 3:31:42    | 141.71         |
| 1996年 | 2月18日       | デイル・ジャレット(2)              | ロバート・イェーツ・レーシング(2)       | フォード       | 88                 | 7th        | $360,775        | 200        | 500 (805)       | 3:14:25    | 154.308        |
| 1997年 | 2月16日       | ジェフ・ゴードン                   | ヘンドリック・モータースポーツ(3)       | シボレー       | 24                 | 6th        | $377,410        | 200        | 500 (805)       | 3:22:18    | 148.295        |
| 1998年 | 2月15日       | デイル・アーンハート               | リチャード・チルドレス・レーシング      | シボレー       | 3                  | 4th        | $1,059,805      | 200        | 500 (805)       | 2:53:42    | 172.712        |
| 1999年 | 2月14日       | ジェフ・ゴードン(2)                | ヘンドリック・モータースポーツ(4)       | シボレー       | 24                 | Pole       | $1,172,246      | 200        | 500 (805)       | 3:05:42    | 161.551        |
| 2000年 | 2月20日       | デイル・ジャレット(3)              | ロバート・イェーツ・レーシング(3)       | フォード       | 88                 | Pole       | $1,277,975      | 200        | 500 (805)       | 3:12:43    | 155.669        |
| 2001年 | 2月18日       | マイケル・ウォルトリップ           | デイル・アーンハート・インク            | シボレー       | 15                 | 19th       | $1,331,185      | 200        | 500 (805)       | 3:05:26    | 161.783        |
| 2002年 | 2月17日       | ワード・バートン                   | ビル・デイヴィス・レーシング            | ダッジ         | 22                 | 19th       | $1,389,017      | 200        | 500 (805)       | 3:29:50    | 130.81         |
| 2003年 | 2月16日       | マイケル・ウォルトリップ(2)        | デイル・アーンハート・インク(2)         | シボレー       | 15                 | 4th        | $1,419,406      | 109*       | 272.5 (439)     | 2:02:08    | 133.87         |
| 2004年 | 2月15日       | デイル・アーンハート・ジュニア     | デイル・アーンハート・インク(3)         | シボレー       | 8                  | 3rd        | $1,495,070      | 200        | 500 (805)       | 3:11:53    | 156.341        |
| 2005年 | 2月20日       | ジェフ・ゴードン(3)                | ヘンドリック・モータースポーツ(5)       | シボレー       | 24                 | 15th       | $1,497,150      | 203*       | 507.5 (817)     | 3:45:16    | 135.173        |
| 2006年 | 2月19日       | ジミー・ジョンソン                 | ヘンドリック・モータースポーツ(6)       | シボレー       | 48                 | 9th        | $1,505,120      | 203*       | 507.5 (817)     | 3:33:26    | 142.667        |
| 2007年 | 2月18日       | ケヴィン・ハーヴィック             | リチャード・チルドレス・レーシング(2)   | シボレー       | 29                 | 34th       | $1,510,469      | 202*       | 505 (813)       | 3:22:55    | 149.333        |
| 2008年 | 2月17日       | ライアン・ニューマン               | チーム・ペンスキー                      | ダッジ         | 12                 | 7th        | $1,543,045      | 200        | 500 (805)       | 3:16:30    | 152.672        |
| 2009年 | 2月15日       | マット・ケンゼス                   | ラウシュ・フェンウェイ・レーシング      | フォード       | 17                 | 39th1      | $1,536,388      | 152*       | 380 (612)       | 2:51:40    | 132.816        |
| 2010年 | 2月14日       | ジェイミー・マクマレー             | チップ・ガナッシ・レーシング            | シボレー       | 1                  | 13th       | $1,514,649      | 208*       | 520 (837)       | 3:47:16    | 137.284        |
| 2011年 | 2月20日       | トレヴァー・ベイン                 | ウッド・ブラザーズ・レーシング(5)       | フォード       | 21                 | 32nd       | $1,463,810      | 208*       | 520 (837)       | 3:59:24    | 130.326        |
| 2012年 | 2月27日–28日* | マット・ケンゼス(2)                | ラウシュ・フェンウェイ・レーシング(2)   | フォード       | 17                 | 4th        | $1,589,387      | 202*       | 505 (813)       | 3:36:02    | 140.256        |
| 2013年 | 2月24日       | ジミー・ジョンソン(2)              | ヘンドリック・モータースポーツ(7)       | シボレー       | 48                 | 9th        | $1,525,275      | 200        | 500 (805)       | 3:08:23    | 159.25         |
| 2014年 | 2月23日       | デイル・アーンハート・ジュニア(2)  | ヘンドリック・モータースポーツ(8)       | シボレー       | 88                 | 9th        | $1,506,363      | 200        | 500 (805)       | 3:26:29    | 145.29         |
| 2015年 | 2月22日       | ジョーイ・ロガーノ                 | チーム・ペンスキー(2)                   | フォード       | 22                 | 5th        | $1,581,453      | 203*       | 507.5 (817)     | 3:08:02    | 161.939        |
| 2016年 | 2月21日       | デニー・ハムリン                   | ジョー・ギブス・レーシング(2)           | トヨタ         | 11                 | 11th       | $1,507,592      | 200        | 500 (805)       | 3:10:25    | 157.549        |
| 2017年 | 2月26日       | カート・ブッシュ                   | スチュワート＝ハース・レーシング        | フォード       | 41                 | 8th        |                 | 200        | 500 (805)       | 3:29:31    | 143.187        |
| 2018年 | 2月18日       | オースティン・ディロン             | リチャード・チルドレス・レーシング(3)   | シボレー       | 3                  | 14th       |                 | 207*       | 517.5 (832.835) | 3:26:15    | 150.545        |
| 2019年 | 2月17日       | デニー・ハムリン(2)                | ジョー・ギブス・レーシング(3)           | トヨタ         | 11                 | 10th       |                 | 207*       | 517.5 (832.835) | 3:44:55    | 137.44         |
| 2020年 | 2月16–17*日   | デニー・ハムリン(3)                | ジョー・ギブス・レーシング(4)           | トヨタ         | 11                 |            |                 | 209*       | 522.5 (840.882) | 3:42:10    | 141.11         |
| 2021年 | 2月14–15*日   | マイケル・マクドウェル             | Front Row Motorsports                   | フォード       | 34                 |            |                 | 200        | 500 (804.672)   | 3:27:44    | 144.416        |
| 年     | 決勝日        | No.                                | 優勝者                                  | チーム         | 車体・エンジン     | レース距離 | レース距離      | レース時間 | 平均時速 (mph)  |            |                |
| 年     | 決勝日        | No.                                | 優勝者                                  | チーム         | 車体・エンジン     | 周回数     | マイル (km)     | レース時間 | 平均時速 (mph)  |            |                |
| 2022年 | 2月20日       | 2                                  | Austin Cindric                          | Penske Racing  | Ford               | 201*       | 502.5 (808.695) | 3:31:53    | 142.295         |            |                |
| 2023   | 2月19日       | リッキー・ステインハウス・ジュニア | JTG Daugherty Racing                    | シボレー       | Kroeger/Cottonelle | 212*       | 530 (853.174)   | 3:38:53    | 145.283         | [ 4 ]      |                |
| 2024   | 2月19日       | ウィリアム・バイロン               | Hendrick Motorsports                    | シボレー       | Axalta             | 200        | 500 (804.672)   |            |                 | [ 5 ]      |                |
| 2025   | 2月17日       | ウィリアム・バイロン (2)           | Hendrick Motorsports                    | シボレー       | Axalta             | 201        |                 |            |                 |            |                |

† –アンドレッティは当時イタリア在住の帰化であり、デイトナ500唯一の外国人優勝ドライバーである。

‡ – 1980年のレースで、バディ・ベイカーが時速177.602 mph (285.823 km/h)を記録した。 

1 – 本来は39番手スタートであったが、予選レース中のクラッシュの後にバックアップカーに乗り換えたことに対するペナルティーとして、43番手スタートに降格。予選レース時にクラッシュし、乗り換えた者は、グリッドが降格されることになっている。2003年からは予選レースと決勝の間のプラクティスで、エンジンを交換した者もグリッド降格をなされることになった。
以下のレースは500マイルより短縮されて行われた。
- 1965年:  雨により 332.5マイル（133周）で終了。
- 1966年:  雨により 495マイル (198周)で終了。
- 1974年: オイルショックのため、レースは90%(450マイル/180周)に短縮された; 競技は21周目から開始された。
- 2003年:  雨により 272.5マイル (109周)で終了。
- 2009年:  雨により 380マイル (152周)で終了。

以下のレースはグリーン・ホワイト・チェッカーにより延長されて行われた。  なお、2004年から2009年にかけては、１度しか延長できなかったが、2010年よりは、最高で３回まで許されている。2016年からはNASCARオーバータイムルールが採用されている。
- 2005年、2006年:  507.5マイル (203周)
- 2007年、2012年: 505マイル (202周)
- 2010年: 520マイル　(208周) ※203周目と207周目の２度延長。なお、２度延長されたのは、スプリントカップにおいてこのレースが初であった。
- 2011年: 520マイル (208周) ※２度延長
- 2018年、2019年: 517.5マイル (207周) ※NASCARオーバータイムが1回適用された。